# Ela ela (Axis)
Ela ela is een single van Axis. Het is afkomstig van hun album Ela Ela, dat in Nederland onder de naam Someone is uitgebracht. Het was een van de twee singles van die muziekgroep die de Nederlandse hitparades wist te vinden. De andere was getiteld Someone. Het nummer is geschreven door de in Caïro geboren Griekse pianist Demis Visvikis, die progressieve rock componeerde en zich later wendde tot de klassieke muziek. Hij bevond zich dan al in Frankrijk. Coauteur was George Chatziathanassiou, de drummer van Axis. In Parijs bevond zich een soort Griekse kolonie, mensen die op de vlucht waren voor het Kolonelsregime, zie ook Vangelis.
Ela ela werd gecoverd door Bingo!, De Pitaboys en de Les Humphries Singers.

## Hitnotering

### Nederlandse Top 40
Voordat het de hitparade besteeg was het alarmschijf
| Positie: | 20 | 7 | 4 | 3 | 5 | 7 | 12 | 22 | 40 | uit |

### NederlandseDaverende 30
| Positie: | 22 | 9 | 4 | 3 | 5 | 8 | 15 | 20 | uit |

### BelgischeBRT Top 30
| Positie: | 19 | 10 | 7 | 10 | 16 | 15 | 11 | 13 | 12 | uit |

### VlaamseUltratop 30
| Positie: | 22 | 20 | 9 | 6 | 5 | 8 | 10 | 15 | 16 | 16 | 13 | 28 | uit |

### NPO Radio 2 Top 2000
Ela ela stond alleen in 2002 in de NPO Radio 2 Top 2000, op plek 1833.